# Rolando Goldman
Rolando Goldman (Ciudad de Buenos Aires, 28 de marzo de 1961) es un artista argentino, músico, escritor y docente, creador y director de la Orquesta Argentina de Charangos.
Es miembro titular de la Academia Nacional del Folklore de la República Argentina y solista de charango de la Orquesta Nacional de Música Argentina “Juan de Dios Filiberto”, del Ministerio de Cultura de la República Argentina. A lo largo de su trayectoria ha sido integrante de distintos conjuntos de música argentina y latinoamericana. Desarrolla su actividad como músico y desempeña distintas labores en el ámbito cultural en su país de origen.

### Trayectoria
En la década del 80 fundó el Grupo Viracocha, integrado por Alejandra Lauría (voz, vientos y charango), Nuria Martínez (vientos), Marcial Sarandeses (guitarra), José Balé (percusión), el cual resultó ganador del Festival Pre Cosquín en el año ’85. Además la formación contaba con presencia activa en espacios de lucha post dictadura militar.
A partir del año 1991 realizó distintos conciertos para charango y orquesta, estrenando obras para charango y orquesta, realizando presentaciones como solista junto a distinguidas orquestas de Argentina y de otros lugares del mundo.
Cuenta con más de una decena de discos editados, entre los que destacan Diablo Suelto, Charanguisto, Vamos de Vuelta, 10 y 6 y ConCuerdas, entre otros. 
Desde el año 1996 conforma el Dúo Malosetti – Goldman junto al guitarrista argentino Raúl Malosetti.
En 1997 es nombrado miembro de la Sociedad Boliviana del Charango, en carácter de concertista.
En marzo de 2010, invitado por la pianista Martha Argerich se presentó en la Academia Nacional de Santa Cecilia, en conciertos junto a otros artistas.
En 2013 formó Rolando Goldman Trío, junto a Marcos Di Paolo (guitarra) y Matías Furió (percusión). Con éste trío recorrió numerosos escenarios en su país y participó en conciertos y festivales en otros países americanos como Colombia, Venezuela y México. En 2019 junto a esta formación inició un ciclo de 12 conciertos denominado La Ruta del Charango con la participación de distintos músicos entre los que destacan Nahuel Pennisi, Los Cholos de Perú, Laura Albarracín, Juan Falú, Nadia Larcher, Raúl Malosetti, José Balé, y el Mono Villafañe.

### Docencia
Paralelamente lleva adelante su tarea en la docencia. Está a cargo de la Cátedra de Charango en el Conservatorio Superior de Música “Manuel de Falla” del Gobierno de la Ciudad de Buenos Aires. En el año 2001 tras recibir una beca nacional del Fondo Nacional de Las Artes, publicó Método de Charango, que llegó a las seis ediciones.

### Política
Se desempeñó entre los años 2004 y 2009 como director nacional de Artes del Ministerio de Cultura de la Nación Argentina, donde impulsó programas vinculados con la actividad musical. En su período en dicho cargo creó el Programa Social de Orquestas Infantiles y Juveniles de Instrumentos Latinoamericanos “Andrés Chazarreta”, el cual actualmente cuenta con más de 50 orquestas en toda la República Argentina, innovando en este estilo, al abordar la música regional con instrumentos musicales que forman parte de la tradición del continente americano.
Creó entre otros, el Programa “La Música de Todos” de divulgación musical en los colegios públicos del país; sumado a “Música en las Fábricas”, en el que un gran número de artistas han brindado conciertos en diversos espacios de trabajo.
En 2019 publicó su libro ¿Gestión cultural o Política cultural? Aportes posibles hacia la construcción del trabajo en el terreno de la cultura, presentado en la Ciudad de Buenos Aires por Nora Cortiñas, Juan Carlos Schmid y Alicia Agüero.

### Cine
En el año 2013 codirigió el largometraje documental Simón, hijo del pueblo, junto a Julián Troksberg, con la participación del escritor e historiador Osvaldo Bayer. El documental transita la vida del anarquista ucraniano-argentino Simón Radowitzky.